# 2020年東京オリンピックのスイス選手団
2020年東京オリンピックのスイス選手団は、2021年7月23日から8月8日にかけて日本の首都東京で開催された2020年東京オリンピックのスイス選手団、およびその競技結果。

## メダル
| メダル | 選手名                                          | 競技         | 種目                                   | 日付    |
| ------ | ----------------------------------------------- | ------------ | -------------------------------------- | ------- |
| 金     | ヨランダ・ネフ                                  | 自転車       | 女子マウンテンバイク・クロスカントリー | 7月27日 |
| 金     | ニナ・クリステン                                | 射撃         | 女子50mライフル3姿勢                   | 7月31日 |
| 金     | ベリンダ・ベンチッチ                            | テニス       | 女子シングルス                         | 7月31日 |
| 銀     | マティアス・フリューキガー                      | 自転車       | 男子マウンテンバイク・クロスカントリー | 7月26日 |
| 銀     | ジナ・フライ                                    | 自転車       | 女子マウンテンバイク・クロスカントリー | 7月27日 |
| 銀     | マルレン・ロイサー                              | 自転車       | 女子タイムトライアル                   | 7月28日 |
| 銀     | ベリンダ・ベンチッチ ビクトリヤ・ゴルビッチ     | テニス       | 女子ダブルス                           | 8月1日  |
| 銅     | ニナ・クリステン                                | 射撃         | 女子10mエアライフル                    | 7月24日 |
| 銅     | リンダ・インデルガント                          | 自転車       | 女子マウンテンバイク・クロスカントリー | 7月27日 |
| 銅     | ジェレミ・デプランシュ                          | 競泳         | 男子200m個人メドレー                   | 7月30日 |
| 銅     | ノエ・ポンティ                                  | 競泳         | 男子100mバタフライ                     | 7月31日 |
| 銅     | ニキータ・デュカロズ                            | 自転車       | 女子BMXフリースタイル                  | 8月1日  |
| 銅     | アヌーク・ヴェルジェ＝デプレ ヨアナ・ハイドリヒ | ビーチバレー | 女子ビーチバレー                       | 8月6日  |

## 射撃
- 2名[1]